# 勞拉·羅布森
勞拉·羅布森（1994年1月21日—），生於澳大利亞墨爾本，当今英國女子網球運動員。

## 简介
父親是壳牌公司的高管，母親曾經在英國女籃球員。
六歲時，因為父親的工作，羅布森一家移居新加坡，十一歲時返回英國。現在居住於倫敦亨文山（Henman Hill）。
羅布森以左手持拍，小小年紀參加正規網球訓練，她的教練為Martijn Bok，擅長發愛司球，在比賽里這是她的銳利武器。在剛剛結束的溫布爾登網球公開賽女子少年組比賽中她的發球記錄高達每小時107英哩（173公里每小時）。
2008年，年僅14歲的勞拉開始參加國際網球聯合會舉辦的比賽，在羅漢普敦（Roehampton）公開賽中負于比她大3歲的世界少女頭號種子選手梅蘭妮·歐丁（Melanie Oudin，美國），獲得亞軍。
2008年6月，勞拉以世界（少年）女子排名第33位资格出戰溫布爾登網球公開賽女子單打少女組，是所有溫布頓單項比賽中年齡最小的運動員。卻能一路過關斬將進入決賽，擊敗包括梅蘭妮·歐丁在內的眾多比她年長一至三歲的好手。
英國觀眾對她取得的成績不禁歡呼雀躍，決賽場上不斷掀起墨西哥人浪，連場外的巨型電視屏幕前也擠滿為她吶喊助威的觀眾。她的巨幅照片報紙已經登上各主要報紙封面，如《衛報》、《郵報》、《每日鏡報》、《泰晤士报》。
英國體育評論家說，假以時日，加上優秀教練的千錘百煉，勞拉是英國網球的一大希望，也許將來成績能媲美貞妮花·卡佩亞蒂、瑪汀娜·辛姬斯等頂級選手。

## 獲得比賽冠軍
- 溫布爾登網球公開賽女子少年組──決賽對手：諾芭晚·樂吉佤淦（Noppawan Lertcheewakarn、泰國）

## 獲得比賽亞軍
- 羅漢普敦公開賽 ──決賽對手：梅蘭妮·歐丁（Melanie Oudin、美國）
- 廣州國際女子網球公開賽—決賽對手：謝淑薇（台灣）

## 外部連結
- 勞拉·羅布森的国际女子网球协会官方資料（英文）
- 勞拉·羅布森的國際網球總會 職業／青少年 官方資料（英文）
- Fed Cup - Player profile - Laura ROBSON (GBR) （页面存档备份，存于）

| 獎項        | 獎項               | 獎項          |
| ----------- | ------------------ | ------------- |
| 前任： 貝古 | WTA最佳新秀 2012年 | 繼任： 布沙尔 |